# Mr. Monk in Trouble
Mr. Monk in Trouble è il nono romanzo basato sulla serie televisiva Detective Monk. È stato scritto da Lee Goldberg e pubblicato dalla Signet Books il 1º dicembre 2009. Come gli altri romanzi di Monk, la storia è narrata da Natalie Teeger, l'assistente del protagonista, Adrian Monk.

## Trama
Adrian Monk e Natalie Teeger arrivano a Trouble, California, un piccolo paese noto per una rapina a un treno avvenuta nel 1962, il cui ladro non fu mai scoperto. Nel 1840 Trouble era anche abitata da uno dei lontani parenti di Monk, un assaggiatore che possedeva competenze preziose per la piccola città, che aveva molti degli stessi tratti compulsivi-ossessivi di Adrian, suo fratello. Monk scopre che questi fatti storici, apparentemente non correlati, sono invece collegati all'omicidio di una guardia di sicurezza del museo di Trouble, che era un ufficiale in pensione della polizia di San Francisco.

## Personaggi
- Adrian Monk: il detective protagonista della serie, interpretato nella serie da Tony Shalhoub
- Natalie Teeger: assistente di Adrian e narratrice del romanza, interpretata nella serie da Traylor Howard
- Ambrose Monk: fratello agorafobico di Monk, interpretato nella serie da John Turturro
- Leland Stottlemeyer: capitano della polizia di San Francisco, interpretato nella serie da Ted Levine
- Randy Disher, tenente della polizia, assistente di Stottlemeyer, interpretato nella serie da Jason Gray-Stanford
- Julie Teeger, la figlia adolescente di Natalie, interpretato nella serie da Emmy Clarke